# Comparaison des clients pour Subversion
Cet article contient une liste de logiciels clients pouvant accéder au logiciel Subversion ainsi que leurs caractéristiques.

## Clients disponibles pour Subversion
| Nom                                  | Dernière stable | Version stable       | Langage de programmation / Toolkit | Système d'exploitation                                                           | Licence                                                          | Integration | Langue                                                                                         | Protocoles Réseaux              |
| ------------------------------------ | --------------- | -------------------- | ---------------------------------- | -------------------------------------------------------------------------------- | ---------------------------------------------------------------- | --- | ---------------------------------------------------------------------------------------------- | ------------------------------- |
| AnkhSVN                              | 2016-10-05      | 2.6.12735            | C# / SharpSvn                      | Microsoft Windows                                                                | Licence Apache                                                   | Microsoft Visual Studio | Anglais                                                                                        | http, https, svn, svn+ssh, file |
| delphiaddinfortortoisesvn            | 2010 ?          |                      | Delphi 4                           | Microsoft Windows                                                                | Gratuit                                                          | Borland Developer Studio, Turbo Delphi, Turbo C++, CodeGear RAD Studio                                                        | Celle de TortoiseSVN                                                                           |                                 |
| DelphiSVN                            | 2016-11-14      | 1.0.0.42             | Delphi, Kylix                      | Microsoft Windows (32 bits)                                                      | MPL                                                              | Environnement graphique, Standalone                                                                                           | Anglais                                                                                        |                                 |
| eSvn                                 | 2007-07-16      | 0.6.12-1             | C++ / Qt                           | Linux, UNIX, Mac OS X, Microsoft Windows                                         | GPL                                                              | Environnement graphique, Standalone                                                                                           | Anglais                                                                                        | http, svn                       |
| kdesvn                               | 2016-12-04      | 2.0.0                | C++ / Qt                           | Linux                                                                            | GPL                                                              | KDE | Celle de KDE                                                                                   |                                 |
| Meld                                 | 2016-12-18      | 3.16.4               | Python, GTK+                       | Linux, Mac OS X, Solaris                                                         | GPL                                                              | Environnement graphique, Standalone                                                                                           | Anglais, Japonais                                                                              |                                 |
| naughtysvn                           | 2007-07-02      | 0.0.1                | C / GTK                            | Linux                                                                            | GPL                                                              | Nautilus | Anglais                                                                                        |                                 |
| SubdiverSVN                          | 2009-04-27      | 0.1-2                | GTK                                | Linux                                                                            | GPL                                                              | Nautilus | Anglais                                                                                        |                                 |
| pysvn WorkBench                      | 2016-09-29      | 1.9.4                | Python, wxWidgets, C++             | Linux, UNIX, Mac OS X, Microsoft Windows                                         | Licence Apache                                                   | Environnement graphique, Standalone                                                                                           |                                                                                                |                                 |
| Qct (Qt commit tool)                 | 2009-02-15      | 1.7                  | Python / Qt                        | Linux, UNIX, Mac OS X, Microsoft Windows                                         | GPL                                                              | Environnement graphique, Standalone                                                                                           | Anglais                                                                                        |                                 |
| QSvn                                 | 2009-07-26      | 0.8.3                | C++ / Qt                           | Linux, UNIX, Mac OS X, et Microsoft Windows                                      | GPL                                                              | Environnement graphique, Standalone                                                                                           | Anglais                                                                                        |                                 |
| RabbitVCS (anciennement NautilusSVN) | 2014-02-16      | 0.16                 | Python / GTK                       | GNU/Linux                                                                        | GPL                                                              | Plugin pour Nautilus et Thunar                                                                                                | Multi-langues                                                                                  |                                 |
| RapidSVN                             | 2012-06-28      | 0.12.1               | C++ / wxWidgets                    | Linux, UNIX, Mac OS X, Microsoft Windows, Solaris                                | GPL                                                              | Environnement graphique, Standalone                                                                                           | Anglais, Allemand, Français, Italien, Portugais, Russe, Ukrainien, Chinois simplifié, Japonais |                                 |
| SCPlugin                             | 2010/02/17      | 0.8.2                | Mac OS X                           | X/MIT Licence                                                                    | Finder                                                           | Anglais |                                                                                                |                                 |
| SmartSVN                             | 2016-11-15      | 9.1.3                | Java                               | Linux, UNIX, Mac OS X, Microsoft Windows (Tous avec un JRE 1.4.1 ou postérieurs) | Gratuit avec possibilité de mise à niveau en version commerciale | Environnement graphique, Standalone                                                                                           | Anglais                                                                                        | http, https, svn, svn+ssh       |
| SyncroSVN                            | 2015-04-08      | 10.1                 | Java                               | Linux, UNIX, Mac OS X, Microsoft Windows (Tous avec JRE 1.5 ou supérieur)        | Commerciale (version d'essai disponible)                         | Environnement graphique, Standalone                                                                                           | Anglais                                                                                        | http, https, svn, svn+ssh, file |
| Subclipse                            | 2016-12-13      | 4.2.2                | Java                               | Linux, Mac OS X, Microsoft Windows                                               | EPL                                                              | Eclipse | Anglais                                                                                        | http, https, svn, svn+ssh, file |
| Subcommander                         | 2009-09-13      | 2.0.0 Beta 5         | C++ / Qt                           | Linux, UNIX, Mac OS X, Microsoft Windows                                         | GPL                                                              | Environnement graphique, Standalone                                                                                           | Anglais                                                                                        |                                 |
| Subversive                           | 2017-02-16      | 4.0.4.I20170216-1700 | Java                               | Linux, Mac OS X, Microsoft Windows                                               | EPL                                                              | Eclipse | Anglais                                                                                        | http, https, svn, svn+ssh, file |
| svnX                                 | 2007-10-26      | 0.9.13               |                                    | Mac OS X                                                                         | GPL                                                              | Environnement graphique | Anglais                                                                                        |                                 |
| TamTam SVN SCC                       | 2015-08         | 1.4.9                |                                    | Microsoft Windows                                                                | Commercial                                                       | Tous les programmes compatibles MSSCCI (Microsoft Visual Studio, Borland Delphi, Microsoft Visio, MATLAB, 3D Studio Max, ...) | Anglais                                                                                        |                                 |
| TkCVS                                | 2011-11-28      | 8.2.3                | Tcl / Tk                           | Linux, UNIX, Mac OS X, Microsoft Windows                                         | GPL                                                              | | Anglais                                                                                        |                                 |
| TortoiseSVN                          | 2022-09-24      | 1.14.5               | C++ / MFC                          | Microsoft Windows (32/64bit)                                                     | GPL                                                              | Environnement graphique (Explorer)                                                                                            | Multi-langues (40)                                                                             | http, https, svn, svn+ssh, file |
| Versions                             | 2015-11-25      | 1.3.3                | Objective-C / Cocoa                | Mac OS X                                                                         | Beta-test                                                        | Environnement graphique, Standalone                                                                                           | Anglais                                                                                        |                                 |
| VisualSVN                            | 2016-12-16      | 5.1.5                |                                    | Microsoft Windows (32/64bit)                                                     | Commerciale                                                      | VisualSVN fonctionne avec Visual Studio 2003, 2005 & 2008 (toutes éditions sauf Express).                                     | Anglais                                                                                        | http, https                     |
| Xcode                                | 2016-12-19      | 8.2.1                | Objective-C / Cocoa                | Mac OS X                                                                         | Inclus avec Mac OS X depuis 10.5 (Leopard)                       | Xcode IDE |                                                                                                |                                 |
| ZigVersion                           | 2008-02-11      | 1.2.3                | Objective-C / Cocoa                | Mac OS X                                                                         | Gratuit avec possibilité de mise à niveau en version commerciale | Environnement graphique, Standalone                                                                                           | Anglais                                                                                        | http, https, svn, svn+ssh, file |

## Sources
- (en) Cet article est partiellement ou en totalité issu de l’article de Wikipédia en anglais intitulé « Comparison of Subversion clients » (voir la liste des auteurs).